# Ets

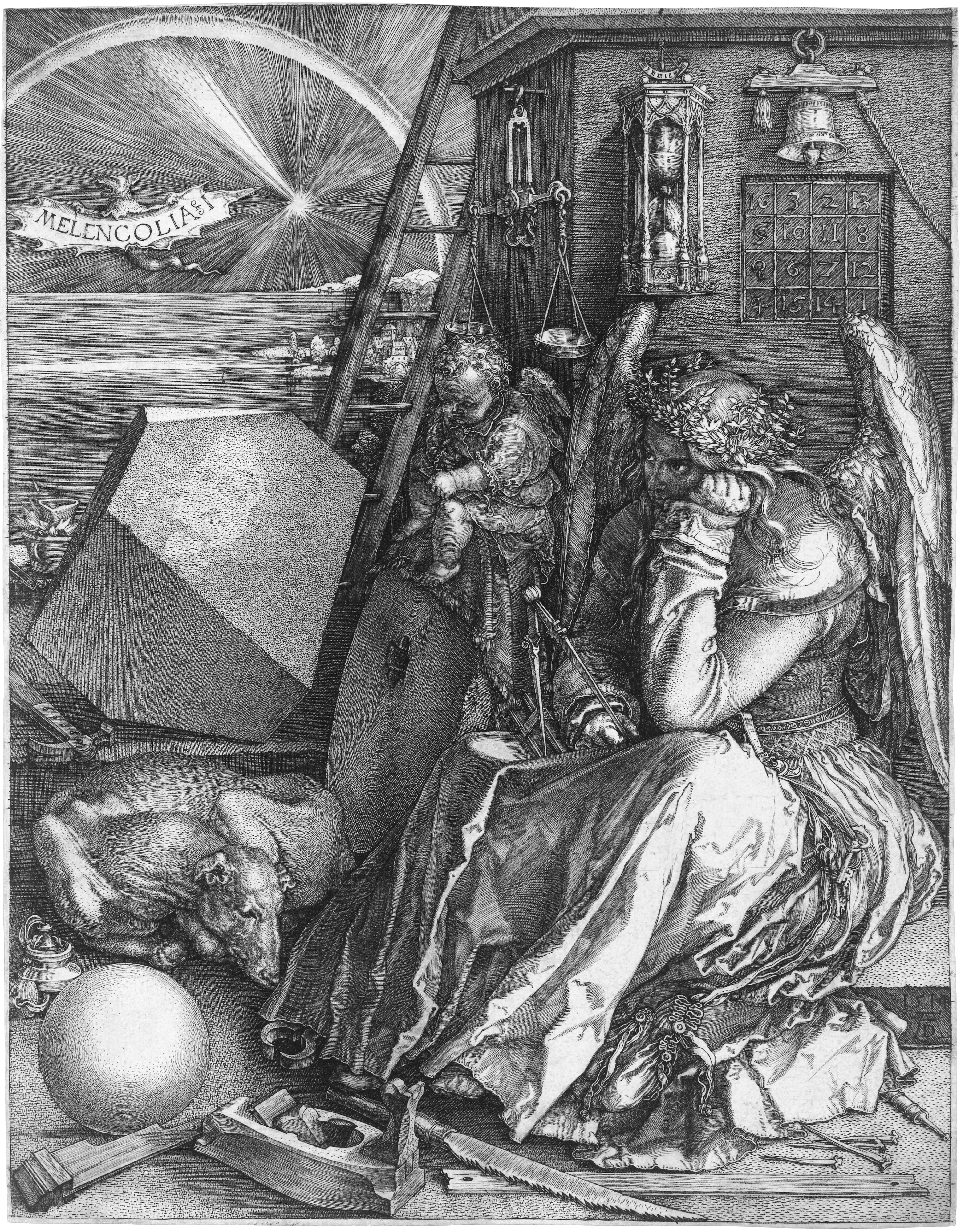
Albrecht Dürer, Melencolia I (gravure)

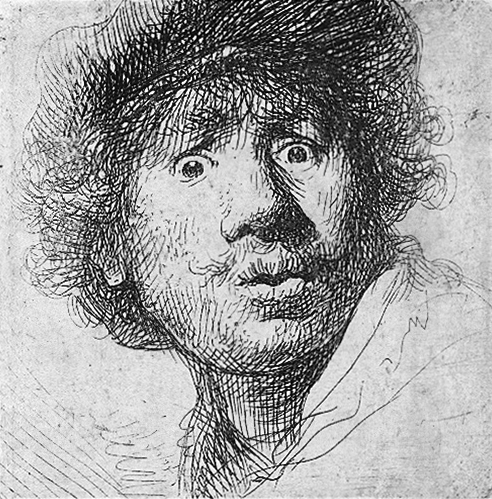
Ets: zelfportret van Rembrandt van Rijn

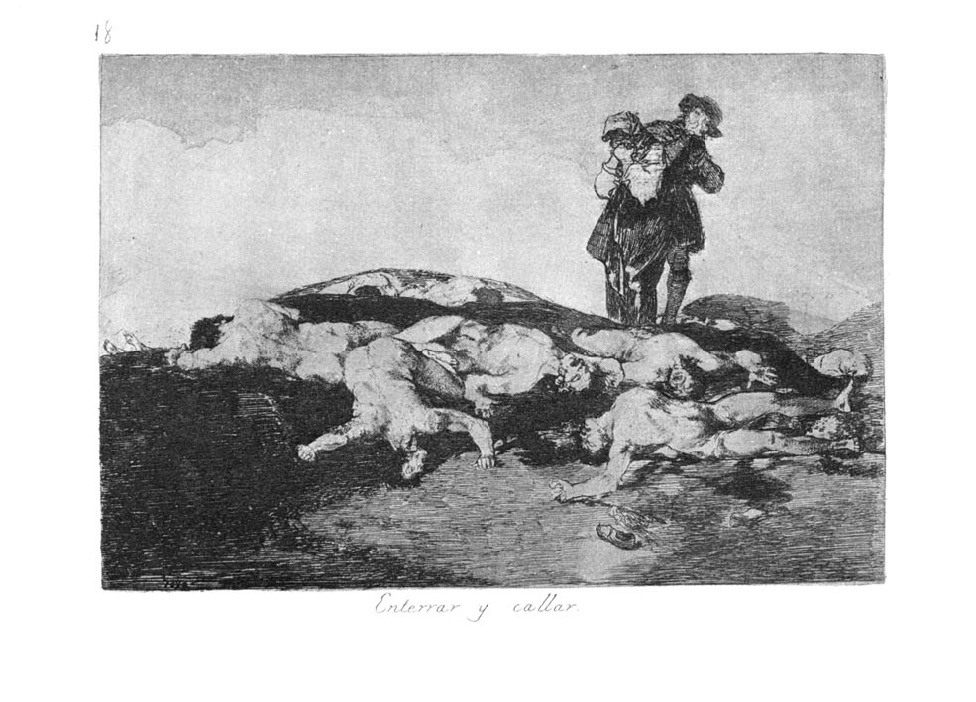
Francisco Goya, Uit: Los desastres de la guerra (ets)

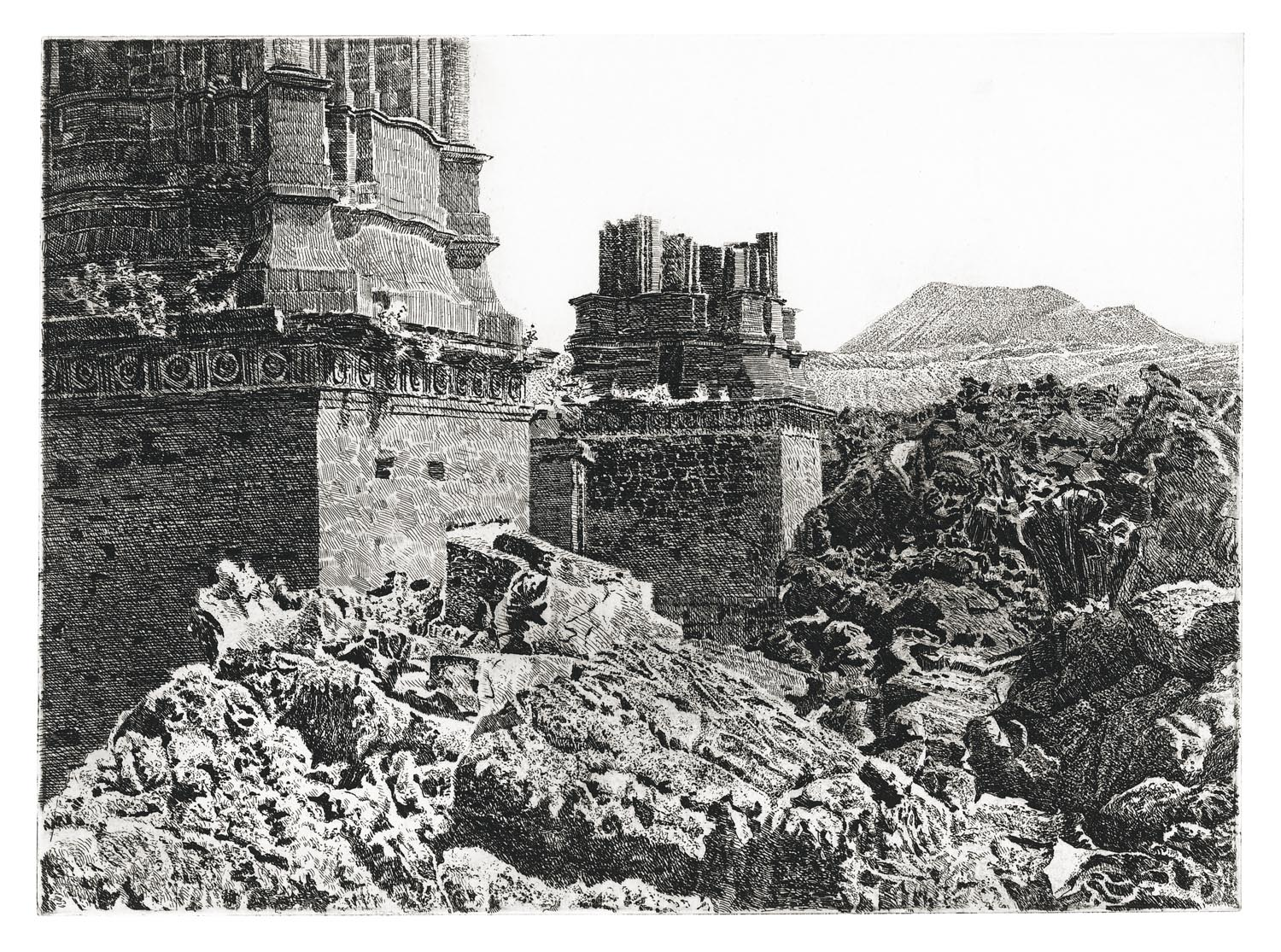
Han van Hagen, Paricutin, Mexico. Lijnets, aquatint. 1991

Een ets is een afbeelding gemaakt in diepdruktechniek van een koperen of zinken plaat waarin de afbeelding door zuur geëtst is. De traditionele afgedrukte ets bestaat uit zwarte lijnen. Met andere technieken, zoals  aquatint, kunnen vlakken met grijstonen gemaakt worden. 

## Etsen als kunstvorm
Met uitzondering van Albrecht Dürer waren de traditionele historische kunstschilders zelf zelden lijnetsers. Hun werk werd wel vaak gereproduceerd door middel van etsen. Rembrandt heeft wel veel etsen gemaakt. Claude Lorrain was invloedrijk bij de landschapsetsen. Ook kunstenaars als Van Ostade, Van Ruysdael, Berghem, Paulus Potter en Karel Dujardin etsten als kunstvorm, evenals Van Dyck.
Aan het begin van de 19e eeuw was etsen vrijwel een verloren kunstvorm. Het werd alleen nog door graveurs gebruikt als hulpmiddel om sneller te kunnen werken, waarbij al het eerbetoon naar het “graveerwerk” ging, omdat het publiek geen verschil zag tussen geëtste lijnen en lijnen die met een burijn waren gesneden. Vanaf het midden van die eeuw begon een krachtige heropleving van etsen als zelfstandige kunstvorm. 
Steeds meer kunstenaars begonnen etsen te maken. In Engeland waren dat onder anderen Seymour Haden, J.M. Whistler, Samuel Palmer; op het vasteland Félix Bracquemond, C.F. Daubigny, Charles Jacque, Adolphe Appian, Maxime Lalanne, Jules Jacquemart en Charles Méryon.
Etsclubs – verenigingen van kunstenaars die originele etsen uitgaven – ontstonden geleidelijk in Engeland, Frankrijk, Duitsland en België. Méryon en Whistler behoren tot de grootste etsers. Ook Andrew Geddes (1783–1844) en David Wilkie (1785–1841) zijn vermeldenswaard.  Geddes werd sterk geïnspireerd door Rembrandt. Het werk van Francis Seymour Haden (geb. 1818) had grote invloed in Engeland. Een andere etser is Alphonse Legros en zijn leerlingen Charles Holroyd en William Strang (geb. 1859). 
In de twintigste eeuw werd etsen minder gebruikt als reproductietechniek door de opkomst van de fotografie. Invloedrijk was Pablo Picasso die honderden etsen maakte. Marc Chagall maakte etsen die net als zijn schilderkunst geïnspireerd waren op tradities uit de Bijbel, deels ook in kleur. In Engeland werd Graham Sutherland bekend. David Hockney maakte ook talloze etsen. Käthe Kollwitz en Sybil Andrews waren enkele vrouwen die de etstechniek in hun kunst gebruiken, net als de Amerikaanse Minna Citron en de Franse Louise Bourgeois.
In Nederland was M.C. Escher, overleden in 1972, actief met zijn prenten, waaronder veel etsen.
Ossip Zadkine maakte naast vooral beelden ook etsen. Hij gebruikte daarbij onder andere een lijntechniek, waarbij hij een lijnets ook als negatief afdrukte. Hij maakte dan waarschijnlijk eerst een zwarte afdruk, waarna hij dekkende witte inkt op de etsplaat aanbracht. Daardoor kon hij een witte lijn op een zwarte achtergrond afdrukken. Zo kon hij twee versies van dezelfde ets maken, met een zwarte lijn op witte ondergrond en omgekeerd.

## Geschiedenis
De voorloper van de ets, de gravure, ontstond rond 1400 vanuit de wapensmederijen in Europa. In deze werkplaatsen brachten wapensmeden met scherpe beitels versieringen in harnassen en wapens aan. Als de gravure gereed was, werd ze opgevuld met een zwart email, niëllo, en werd er een nat vel papier overheen gelegd. De niëllo trok voor een deel in het papier en zo ontstond een afdruk in spiegelbeeld van de gemaakte gravure. Deze afdruk werd slechts voor één doel gebruikt: ze fungeerde als staalkaart voor het vakmanschap van de wapensmid. Dergelijke afdrukken vormden goed reclamemateriaal om nieuwe klanten te trekken. Het is dus niet verwonderlijk dat de gravure als reproductietechniek haar oorsprong vond in deze wapensmeden, aangezien de gebruikte techniek zeer gelijkaardig was. Pas in de 16e eeuw begonnen drukkers het proces te gebruiken.
In de periode van het ontstaan van de gravure ontdekte men dat metaal reageerde met een zuur of een base, waarbij het metaal werd aangetast. Hieruit ontstond de etstechniek, die ook steeds meer gebruikt werd in de boekdrukkunst.
Het proces van de etstechniek zelf zou zijn uitgevonden door Daniel Hopfer (circa 1470-1536). Hij graveerde harnassen en maakte met dezelfde techniek ook prenten. De eerste werkelijke ets zou gemaakt zijn door de Zwitser Urs Graf (1485-1528). Met Albrecht Dürer (1471-1528) brak het etsen door, gevolgd door het werk van Albrecht Altdorfer, Parmigianino en Antonio Fantuzzi. De eerste Nederlandse kunstenaar was mogelijk Lucas van Leyden (1494-1533).

## Het etsproces
Binnen de wereld van de kunst wordt het etsen doorgaans gebruikt als diepdruktechniek waarbij er getekend wordt op een met vernis afgedekte koperen of zinken plaat. De tekening wordt vervolgens ingebeten in zuur en op vochtig papier afgedrukt. Tijdens het etsproces maakt de etser regelmatig proefdrukken of tussendrukken. Deze tussendrukken noemt men staten. Op basis hiervan kan telkens een volgende stap gezet worden.

### Polijsten van de etsplaat
Het etsen gebeurt op een koperen of zinken plaat. Deze plaat mag gepolijst worden met fijn schuurpapier of een polijstmiddel om een zo glad mogelijk etsoppervlak te verkrijgen. De scherpe randen worden - indien gewenst - van een facet met een schuine kant voorzien, door met een zoete vijl of schaar de zijkanten iets af te schuinen. Dit om te voorkomen dat bij het "afslaan" de handen opengehaald worden en ook om het drukkersvilt te beschermen tegen sneden door de zeer hoge druk van de etspers.

### Aanbrengen van etsgrond en lijntekening
De voorkant (beeldzijde) van de metalen plaat wordt afgedekt met etsgrond, een vloeibaar opgebrachte laag waarin voornamelijk bijenwas en white spirit zitten, of een bol harde etsgrond, die op een verwarmde plaat wordt uitgerold. Om lokale plekken af te dekken, zoals bij aquatint, gebruikt men een afdeklaag, afdekvernis genoemd, die bestaat uit asfaltpoeder en terpentijn. De achterzijde van de plaat dekt men af met spirituslak (schellak opgelost in spiritus). Dat is handig bij het reinigen van de beeldkant, daar schellak (gomlak) enkel met alcohol (ethanol, methanol) of thinner oplost en de vernis aan de beeldkant (voorzijde) enkel met terpentine of white spirit. Vaak gebruikt men om de achterzijde af te dekken bruin tape (plakband) dat snel op te brengen is. Vervolgens brengt de etser met een etsnaald of scherp voorwerp de afbeelding (lijnets) in de afdeklaag aan, rekening houdend met de afdruk die in spiegelbeeld op de afdruk (drager, blad) komt te staan.

### Toepassen van het etsmiddel
Afhankelijk van het gebruikte metaal en de bedoelingen van de etser, wordt de plaat in zuur of in zout gebeten (geëtst). Het bijten in een zoutoplossing (van ijzer(III)chloride) heeft als voordeel dat het de lijnen uitsluitend in de diepte bijt. Een nadeel van bijten in zout is dat de ijzerchlorideoplossing een ondoorzichtige bruine vloeistof is. De etser ziet dus niet wat hij doet, maar moet weten hoelang hij een plaat moet baden om tot een goed resultaat te komen. Bovendien dient de etsplaat omgekeerd – met afbeeldingskant naar beneden – in de etsbak te worden geplaatst. Bijten in koper kan met salpeterzuur en ijzerchloride. Salpeterzuur werkt niet of zeer traag onder een temperatuur van 12 graden Celsius. Zinkplaten in ijzerchloride etsen kan goed, maar geeft gevaarlijke dampen af. In de regel worden koperen etsplaten in ijzerchloride en zinken platen in salpeterzuur gebeten. Bij salpeterzuur is de lijn rafelig en heeft deze de neiging iets breder te worden. Na het inbijten wordt de etsgrond verwijderd met terpentine of white spirit.

### Afwerking
Als een plaat klaar is, wrijft men inkt in de lijnen. Vervolgens wordt de plaat afgeslagen: de inkt wordt eerst met bol tarlatan (kaasdoek) van de plaat afgewreven, vervolgens wordt er met een snelle beweging van de hand, waarbij de muis van de hand heel licht over de plaat 'scheert', de oppervlakte van de etsplaat volledig schoongeveegd. Dit heet 'afslaan', zodat alleen de inkt in de geëtste partijen blijft staan. Daarna drukt men de ingeïnkte plaat onder een etspers af op ingevocht papier. Eerst legt men 2 - 3 lagen vilt over het bewerkte etspapier dat over de afgeslagen etsplaat ligt. Door de zeer hoge druk van de etspers - tussen de 900 en 2000 kg daar waar de wals het vilt raakt- duwen de lagen vilt het papier in alle met inkt gevulde lagen van de etsplaat en gaat het ingevochte papier een noodgedwongen synthese aan met de etsinkt op oliebasis.

### Typen etsmiddelen
Tegenwoordig worden zinkplaten vooral met kopersulfaat geëtst ('Bordeaux-ets'), en koperplaten met ijzerchloride. IJzerchloride geeft goede resultaten in koper en is minder schadelijk voor de gebruiker (etsen met salpeterzuur geeft nitreuze dampen af). Koperetsen hebben als voordeel dat ze ook kunnen worden verstaald (met een dun chroomlaagje van enkele micrometer) waardoor de plaat niet zo snel slijt, en snel is af te slaan, maar vooral de inkt en gekleurde etsinkt, zal niet van kleurtoon veranderen. Gele etsinkt bijvoorbeeld, zal op een zinkplaat heel snel oxideren en daardoor bruinig worden, op een koperen etsplaat iets minder en op een verstaalde koperen etsplaat vrijwel niet. Ook wordt het zogenaamde afslaan ook veel makkelijker met een verstaalde etsplaat.

### Chemische reacties
Bij etsen betreft het een aantal redoxreacties.
- Zink met kopersulfaat (het ontstane metallisch koper slaat als een zwarte neerslag neer en kan worden weggeveegd):
  - {\displaystyle {\ce {Zn + Cu^2+ -> Cu + Zn^2+}}}
- Zink met ijzer(III)chloride:
  - {\displaystyle {\ce {Zn + 2 Fe^3+ -> Zn^2+ + 2 Fe^2+}}}
- Koper met ijzer(III)chloride:
  - {\displaystyle {\ce {Cu + 2 Fe^3+ -> Cu^2+ + 2 Fe^2+}}}
- Zink met salpeterzuur:
  - {\displaystyle {\ce {Zn + 2 H+ -> Zn^2+ + H2}}}
- Koper met salpeterzuur:
  - {\displaystyle {\ce {3 Cu + 8 HNO3 -> 3 Cu^2+ + 6 NO3^- + 2 NO + 4 H2O}}}

### Afdrukken
Het afdrukken van de etsplaat op papier gebeurt met behulp van een etspers.

## Andere etstechnieken
Naast de gewone lijnets bestaan er ook andere etstechnieken. De aquatint en de vernis mou zijn de belangrijkste.
- Aquatint: deze etstechniek is ideaal om toonverschillen – van lichtgrijs tot dekkend zwart – te verkrijgen.
  - Stuifkastmethode: De gepolijste etsplaat wordt in een stuifkast gelegd, waar op de plaat met harspoeder of asfaltpoeder wordt gestoven. Na enige tijd – varieert van seconden tot minuten – wordt de plaat uit de kast genomen en op een rooster gelegd. Met een gasvlam wordt nu de plaat gelijkmatig verwarmd zodat de harskorrels of het asfaltpoeder smelten.
  - Airbrushmethode: Vooral handig voor snel werken of met grotere etsplaten: Men bespuit een ontvette metalen plaat met airbrush. Een fijne nevel mag niet de plaat afdekken, maar geeft een open rasterstructuur. Wat niet ingebeten moet worden, wordt met afdeklak bedekt, zodat de etsplaat uitsluitend op bedoelde plaatsen wordt ingebeten. Wanneer de bestoven of bespoten etsplaat in een etsbad gelegd wordt, bijt het etswater rond de hars- of acrylpuntjes. Hoe langer ingebeten, hoe meer inkt er wordt vastgehouden. Te lang inbijten geeft 'valse beet' waarbij de eilandjes van hars- of asphaltpoeder, of de airbrush, ondergraven worden en er grote stukken etsplaat worden weggebeten. Handig is om van tevoren op een langwerpig stuk etsplaat de auquatint te spuiten of te stuiven en dan een proef te doen: bijvoorbeeld om de 20 seconden de plaat in etswater dompelen en dan drogen en een stuk van de plaat afdekken, en vervolgens weer 20 seconden inbijten. Tot het hele stuk is gebeten in ongeveer 25 delen. Als er nu een afdruk wordt gemaakt, is een lichte grijstoon zichtbaar die steeds donkerder wordt. Zo kan men de gewenste etstijd koppelen aan de gewenste grijstoon. (vergelijkbaar met belichten van proefstroken bij de analoge fotografie)
- Vernis mou: bij deze techniek wrijft men de bovenkant van een opgewarmde metalen plaat in met zacht vernis (schapenvet en bijenwas). Vervolgens legt men papier boven het vernis. Door rechtstreeks op het papier te tekenen, ontstaat er een tekening in het zachte vernis. De lijnsoort is sterk afhankelijk van het gebruikte tekenmateriaal. Door rechtstreeks materialen (met een duidelijke textuur) in de zachte vernis aan te brengen kunnen ook allerlei structuren aangebracht worden op de etsplaat.
- Bij de suikerets ontstaat een zachtere lijnvoering, en ook grotere vlakken. De gepolijste plaat wordt eerst beschilderd met een penseel en suikerwater. Dit wordt afgedekt met een waslaag, waarna de plaat in warm water wordt gelegd. Het suikerwater lost op en daardoor verdwijnt ook lokaal de waslaag. De zo behandelde plaat wordt in het zuur geëtst.
- De droge naald is eigenlijk geen etstechniek, maar wel een aan de ets verwante diepdruktechniek.